# Samayac
Samayac è un comune del Guatemala facente parte del dipartimento di Suchitepéquez.